# Sun (kejsarinna)
Sun, född 1399, död 1462, var en kinesisk kejsarinna, gift med Xuande-kejsaren. 
Sun blev konkubin 1417, gemål 1425 och kejsarinna 1428, ett år efter att hon fött en tronföljare. När sonen tog över tronen som omyndig 1435 blev dock hennes svärmor regent i stället för henne. 